# Старе Тогаєво
Старе Тога́єво (рос. Старое Тогаево, чув. Кивĕ Тукай) — присілок у складі Маріїнсько-Посадського району Чувашії, Росія. Входить до складу Октябрського сільського поселення.
Населення — 120 осіб (2010; 114 у 2002).
Національний склад:
- чуваші — 100 %